# Walap

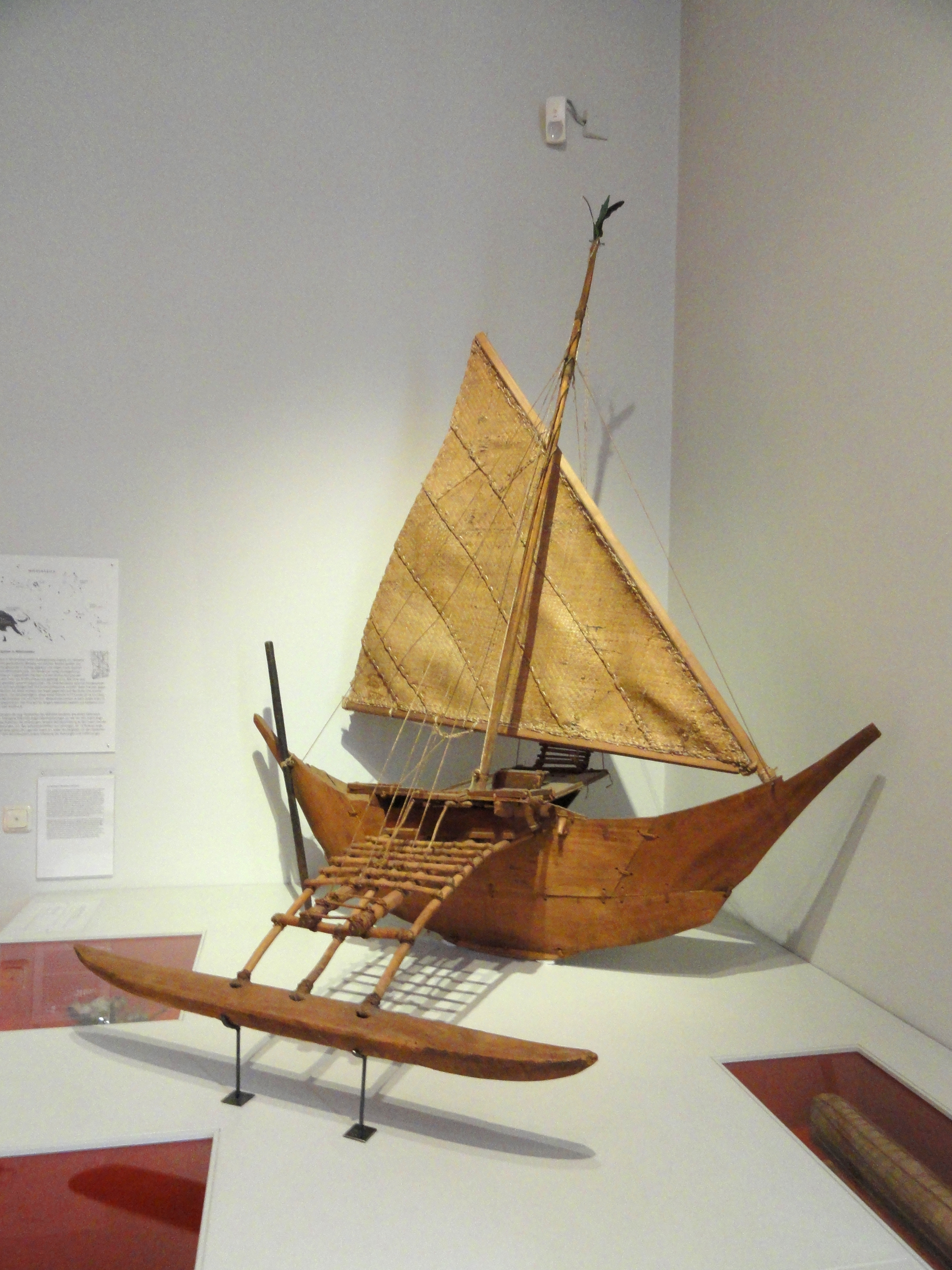
Modèle de pirogue à balancier des îles Marshall de 1891 (Musées Munich).

Le Walap est un type de pirogue traditionnel des Îles Marshall, à voile austronésienne triangulaire, à un balancier. Ce type de voilier est muni d'une plate-forme et sa coque est constituée de planches cousues.
Il s'agit du plus grand type de pirogue des Îles Marshall (jusqu'à 30 m de long) de type prao micronésien, utilisée pour le voyage en haute mer, avec une capacité maximale d'une quarantaine de personnes.

## Généralité sur les praos micronésiens

### Caractères propres à tous les praos micronésiens.
Le walap appartient est un type de prao micronésien rencontré sur les Îles Marshall. Il se caractérise par comme les autres types de l'île par :
- une coque principale unique à profil de coque asymétrique, toutefois les deux extrémités de la coque sont identiques[1],
- un balancier, sous le vent[1],
- une plate-forme (posée entre la coque et le balancier)[1],
- un mât unique, implanté au milieu du navire, portant une voile austronésienne triangulaire maintenue par deux antennes.

### Navigation
Ce type de voilier ne virent pas en pointe mais "shuntent" (il vogue en sens inverse), c'est pour cela que les deux extrémités du bateau sont identiques. La distinction entre la proue et la poupe ne dépend que du cap du bateau.

### Matériaux et fabrication
Les pirogues sont fabriquées à partir de matériaux locaux comme l’arbre à pain (Artocarpus sp.) pour la coque et le balancier. Comme chaque famille possédait au moins un bateau, des ressources en bois ont été plantées pour alimenter la demande en bois pour les pirogues.
La connaissance de la construction traditionnelle des bateaux, bien que détenue officiellement par certaines familles, était largement répandue et pratiqué aux Îles Marshall, jusqu'à la fin de la Seconde Guerre mondiale, ou un déclin est amorcé, remplacé par la motorisation.

## Description

### Spécificité du walap
Il s'agit du plus grand type de pirogue des Îles Marshall mesurant jusqu'à 30 m de long. La coque est constituée de planches cousues ensemble de fibres de noix de coco, scellées avec de la sève d'arbre, seule la quille est constituée d'une seule bille de fruits à pain lorsque cela est possible.
Il est conçu pour la navigation hauturière et permet de les grands voyages entre iles, avec une capacité maximale d'une quarantaine de personnes.

### Typologie

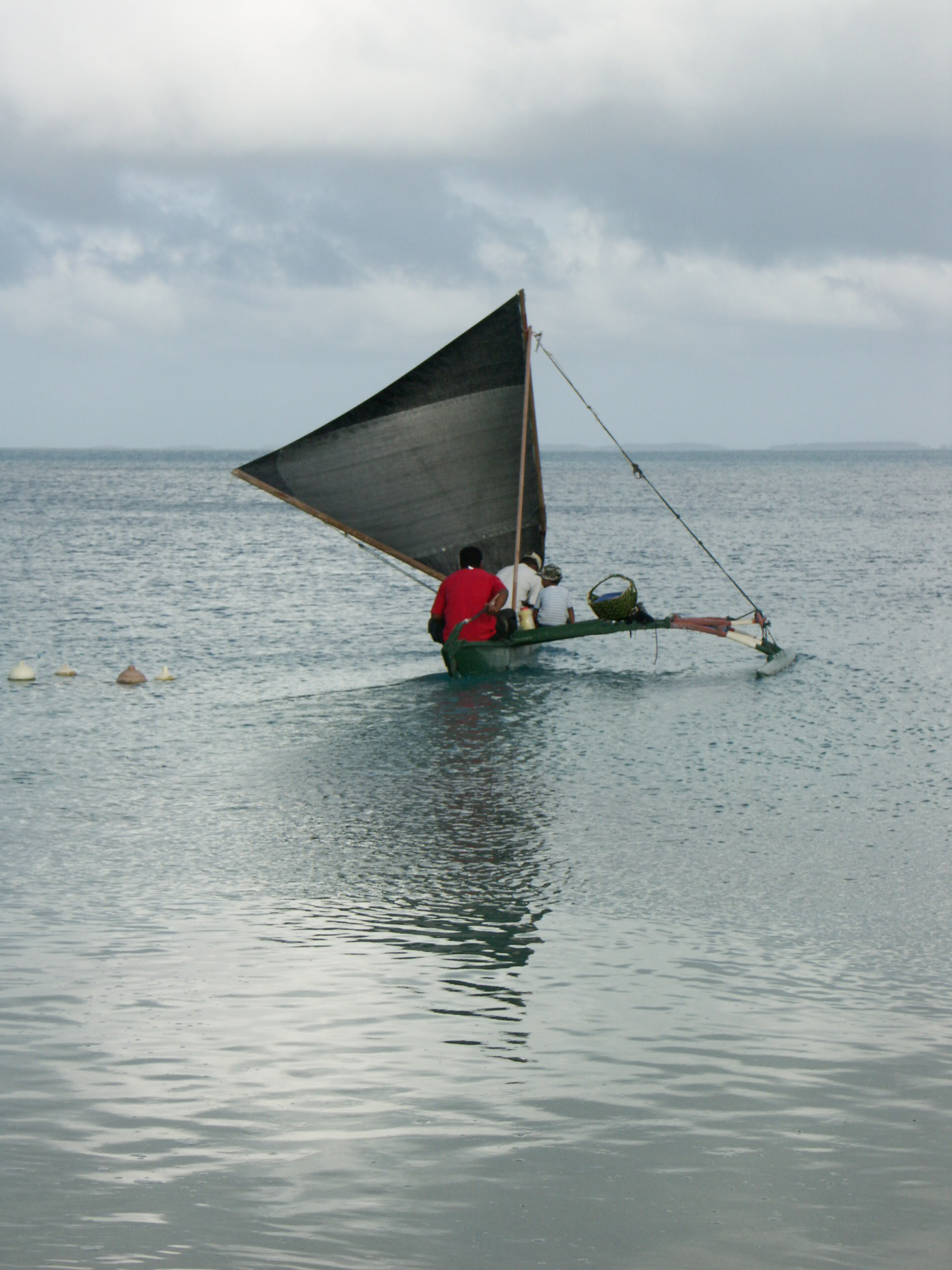
Petite pirogue (korkor) des îles Marshall en 2009.

Il existe trois principaux types de canoës à voile aux îles Marshall :

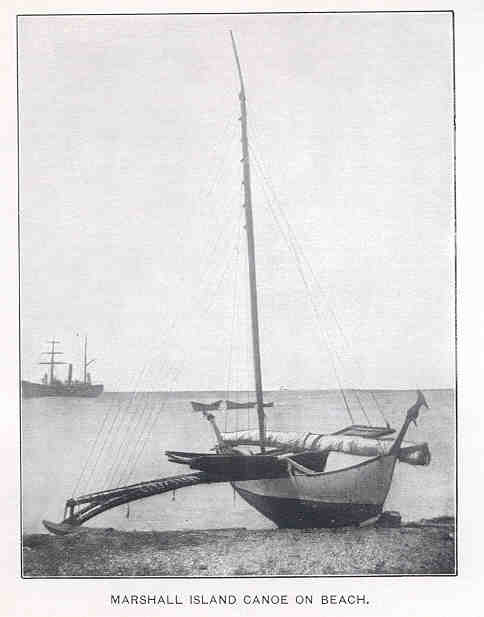
Pirogue des îles Marshall (dans un ouvrage de 1901). Compte tenu de sa taille, il s'agit vraisemblablement d'un Tipnol avec une capacité d'environ 10 personnes.

- Walap : grande pirogue à voile de navigation hauturière pouvant atteindre 30 m de long et pouvant transporter jusqu'à 40 personnes et de la nourriture, utilisée principalement pour les voyages en mer[2].
- Tipnol : pirogue à voile de taille moyenne, d'une capacité de 10 personnes, utilisée pour la pêche dans le lagon et la navigation en mer[2]. L'équipage minimum est de deux personnes.
- Korkor : petite pirogue à voile utilisée pour la pêche et le transport très local, d'une capacité d'une à deux personnes. Elle est utilisée de nos jours dans les régates très populaires. À Enewetok, la coque de ces petits types de pirogues est monoxyle : creusé dans un arbre à pain[1].

Parallèlement à ces trois types de pirogues, il existe 5 conceptions pour la coque principale (wa), qui influe sur la vitesse et la capacité de chargement des pirogues : Mwijitbok, Taburbur, Malmel, Tojeik et Jekad.
La variation de ces conceptions de coque concerne principalement l’amincissement de celle-ci, influençant la vitesse et la capacité, mais aussi le tirant d’eau et l’asymétrie du profil de coque.